# Юхмачка
Юхмачка — река в России, в бассейне Малого Черемшана. Протекает по территории Республики Татарстан.
Длина реки — 13 км. Впадает в протоку Тёплая в правобережье Малого Черемшана.
Исток реки находится в лесном массиве на границе Спасского и Алькеевского районов. Течёт на восток. От села Юхмачи воды реки направлены на юго-восток к селу Нижнее Альмурзино по каналу длиной 1,4 км к протоке Тёплая (ранее река впадала в протоку в пойме Малого Черемшана к северо-востоку от села Юхмачи).
На берегу реки также расположено село Верхнее Альмурзино. У села Юхмачи реку пересекает автодорога 16К-0191 «Алексеевское — Высокий Колок».

## Данные водного реестра
По данным государственного водного реестра России относится к Нижневолжскому бассейновому округу, водохозяйственный участок реки — Большой Черемшан от истока и до устья. Речной бассейн реки — Волга от верхнего Куйбышевского водохранилища до впадения в Каспий.